# Tratado de arte militar

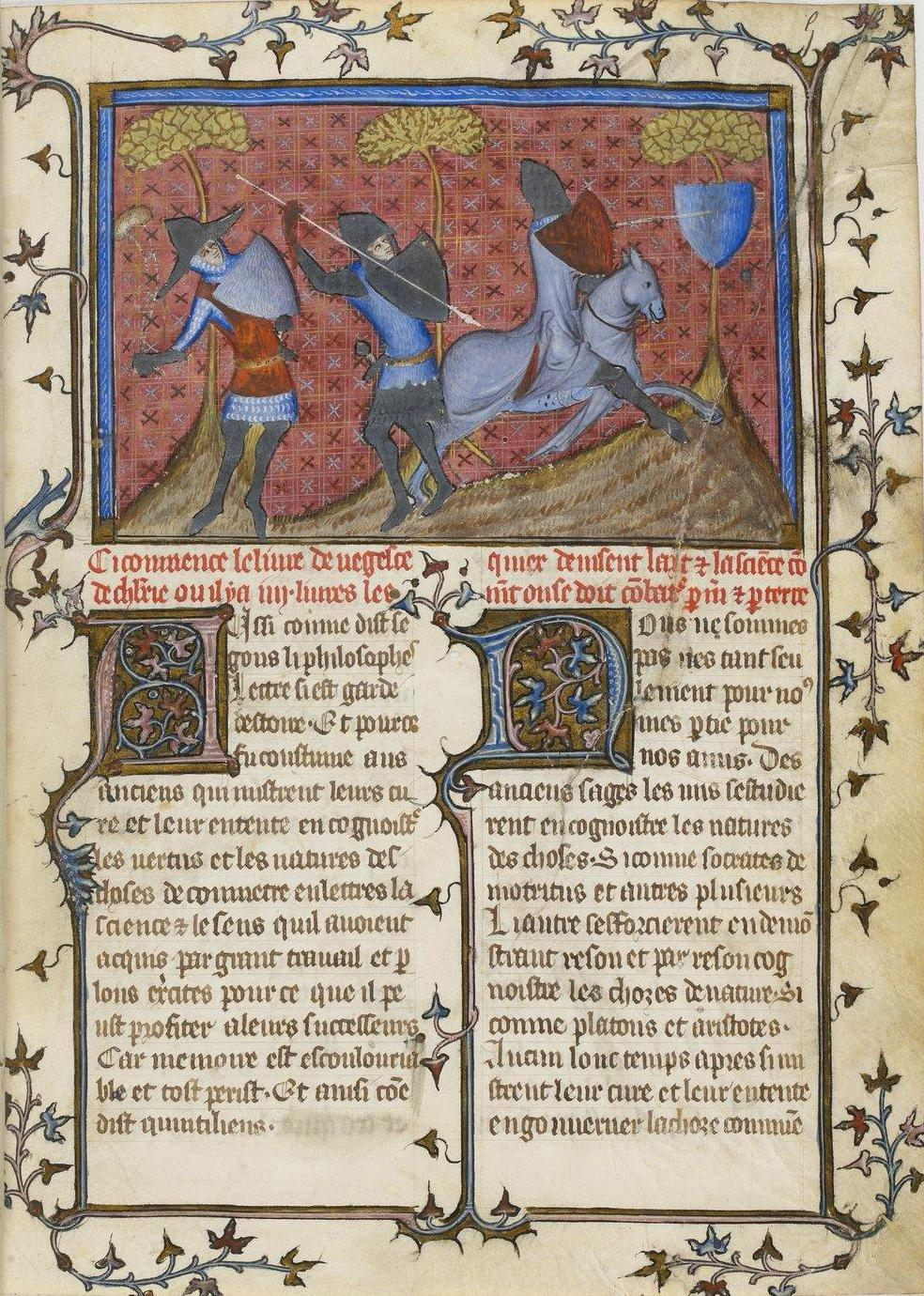
Página de una traducción francesa del de Epitoma rei militaris

Un tratado militar es cualquier obra que trate de la guerra en algún aspecto básico. Fundamentalmente son tratados militares los tratados sobre Estrategia militar. También se pueden incluir en la definición otras obras que, aunque traten otros temas, incluyan información sensible sobre la materia militar. Por ejemplo: descripción de batallas concretas, asedios, campañas generales, memorias de autoridades militares, exposición de batallas terrestres o navales comentadas, etc.

## Etimología
La palabra latina "tractatus" da origen a "tratado", pero para evitar errores de interpretación, conviene saber que, en algunas lenguas genera dos palabras homónimas con distinto significado (que incluso han sido adoptados por otras lenguas no romance). Es decir, en esas lenguas, de "tractatus" derivan dos homónimos; uno con un primer significado, y otro con un segundo significado, cosa que, de hecho, no ocurre en inglés: 
1. Treatise o tractate en inglés.- Una obra escrita que trata formal y sistemáticamente sobre un tema determinado: Tratado, Tractat, Traité, Trattato, Traktat, etc..
2. Treaty en inglés.- Un acuerdo formalmente concluido y ratificado entre países, (a veces como fin de una guerra): Tratado, Tractat, Traité, Trattato, Traktat, etc..

## Cronología
Considerando los diversos aspectos de la guerra, los ejércitos y las operaciones militares, una cronología de tratados militares permite ubicar cada obra temporalmente, facilitando su consulta y las comparaciones con obras similares.
Esta cronología Incluye tratados militares propiamente dichos y algunas obras relacionadas con el tema (expediciones o campañas militares, descripciones de asedios y otros). Siempre que sea posible las referencias incluirán la posibilidad de consultar la obra original o una traducción completa.

### Año 500 a.C.
- c496 a. C. El Arte de la guerra. Sunzi.

### Año 400 a.C.
- 370 a. C. Anábasis. Jenofonte. Aunque no tratarse de un tratado, "La expedición de los diez mil" precisa muchos aspectos de una retirada militar de aquella época.[2]
- c 350 a. C. Commentarius Poliorceticus. Eneas Táctico..[3][4]

### Año 300 a.C.
- C220 a. C. Poliorcética. Filón de Bizancio. A. de Rochas de Aiglun: Traité de fortifications, de Attaque te de Défense diciembre Plazas par Philon de Bysance. Paris, 1872.[5][6]
  - Tratado sobre las máquinas de guerra: Belopoeica.[7]

### Año 100 a.C.
- 58-49 a. C. Julio César.
  - De bello gallico.[8]
  - De bello civili.[9]
- Obras atribuidas a César de autoría discutida
  - De Bello Alexandrino.[10]
  - De Bello Africo.[11]
  - De Bello Hispaniensi.[12]

### Era cristiana
- 84. Strategematicon Libri IV. Sexto Julio Frontino.[13]

### Año 100
Esquema de un campamento romano.
- c 110 d. C.  Liber de munitionibus castrorum. Hyginus Gromaticus.[14][15]
- 130 d. C. Poliorcética. Apolodoro de Damasco.[16]
- C160. Flavio Arriano. Escribió dos tratados.
  - Táctica. Obra perdida.
  - Orden de batalla contra los alanos.[17]

- 163. Polieno el Macedonio fue un escritor griego autor de una obra sobre estrategias de guerra (Στρατηγήματα), estratagema, que se ha conservado en su mayor parte..[18][19]

### Año 400
- C480. Strategikon del emperador bizantino Mauricio..[20][21]
  - Este manual indica el uso del lazo corredizo por parte de los soldados de caballería.[22]

### Año 500
- C450. De Re Militari. Vegecio..[23][24]

### Año 900
- c 900. Táctica de León VI el Filósofo.
  - Traducción italiana.[25]

- c 950. Sylloge Tacticorum. [26]

- c 970. Liber de velitatione bélico. Nicéforo II Focas.[27]

### Año 1000
- c1078. Strategikon de Kekaumenos.[28][29]

### 1100
- 1148. Sitio y conquista de Tortosa
  - La información que da la crónica genovesa Annales Ianuenses, a pesar de ser migrada, es interesante consultar.[30]

### 1200
- 1229. Conquista de Mallorca.

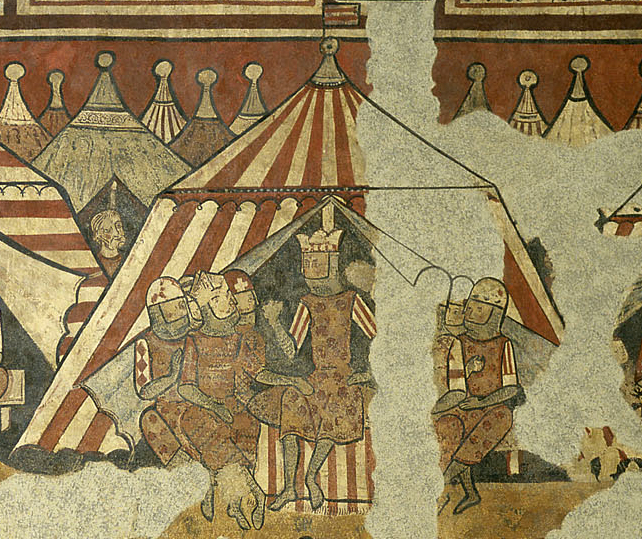
Tienda real con Jaume I y algunos caballeros en el sitio de Mallorca.

  - Hay varios documentos que exponen detalles sobre la campaña: decisión, preparación, viaje por mar, desembarque, campamento de los cristianos, máquinas de guerra, minado de la muralla, entrada y conquista de la ciudad.
- 1270. La crónica de la Octava Cruzada tiene interés militar.[31][32]

- 1292. Ramon Llull en su proyecto de Rex bellator expuso un plan de reconquista de la Tierra Santa , considerando acciones terrestres y marítimas y comparando las fuerzas militares cristianas y musulmanas.

- Quomodo Terra Sancta recuperari potest (1292)[33]

- 1300

- 1328. Crónica de Muntaner .  De esta crónica cabe destacar dos puntos referentes a la teoría de los combates: el papel de los ballesteros de mesa en la lucha entre galeras y la forma de combatir los almogávares (fuerzas de infantería que derrotaban a menudo a la caballería armada de la época; hecho prácticamente único y, prácticamente, no repetido).

- c 1385. Francesc Eiximenis en el Duodécimo del Crestià hablaba de la guerra en general y de la guerra naval, exponiendo la disciplina y orden que hay que observar en los barcos.

### 1400
- 1402. Sitio y destrucción del castillo cristiano de Esmirna por las fuerzas de Tamerlán.[34]

- 1434-35. Michele de Rodes. Fabrica di galere.[35][36]
  - Traducción parcial al castellano.[37]
  - Las galeras de combate eran determinantes en las operaciones militares navales.  Un tratado sobre su construcción es importante.

- 1480. Obsidionis Rhodiæ urbis descriptio
  - El original latino es una descripción relativamente corta del sitio de Rodas de 1480. Un estudio de Albert G. Hauf Y Valls permite la consulta del contenido en catalán.[38] Este estudio incluye el texto original en latín.
  - El Liber Elegantiarum de Joan Esteve emplea muchas frases del original latín para dar una traducción al valenciano.
    - El estudio, mencionado más arriba, de A. Hauf y Valls presenta de manera muy clara las frases originales de Caoursin y la traducción de Joan Esteve.

### 1500
- 1521. dell'Arte della guerra. Niccolò Machiavelli.[39]

- 1.547-1.550.  Stolonomie.  Tratado francés sobre el establecimiento de una bandada de galeras en el Mediterráneo.[40][41]
- 1552. Diálogos de la vida del Soldado, en que cayéndose la conjuración, y pacificación de Alemana ... en los anos de 1546 y 1547 - Diego Núñez Alba.[42]
- 1565. El asedio de Malta (1565) fue muy importante desde el punto de vista de la teoría militar y de la fortificación.  Hay una obra que describe el sitio.[43]
- 1577. Theorica y practica de guerra.  Bernardino de Mendoza.[44]
- 1597. De iure & officijs bélico, & disciplina militari, libri III.  Baltasar Ayala.[45]

### 1600
De ivre belli ac pacis, portada de la segunda edición de 1631.
- 1608. Arte militare.  Francesco Ferretti.[46]
- 1608. dell'Arte militare libri quinto: ne 'y cali si tratta il modo di fortificare, offendere, et diffendere vna Fortezza.  Girolamo Cattaneo.[47]
- 1620. Della disciplina militare antica y moderna.  Imperiale Cinuzzi.[48]
- 1622. Ithier Hobier.  De la construction d'une gallaire et de son equipage..[49]
- 1625. Hugo Grocio escribió una obra sobre la jurisprudencia de las guerras.[50]
- 1637. Syntagma de studio militari.  Gabriel Naudé.[51]
- 1640. Preludios Militares .  Domingo Moradell .

- 1650. Walter Raleigh .  Publicación de la obra Excellent observations and notas concerning the Royal Navy and Sea-Service.[52]
  - Estaba en contra de los barcos demasiado grandes.  Según Walter los españoles decían: "Gran navío, gran fatiga".
- 1697. dell'Arte della guerra.  Raimondo Montecuccoli.[53]

### 1700
- 1740. Mémoires contenant les maximes sur la guerre. Antoine de Pas de Feuquières.[54]
- 1743. Elements de la guerre des sieges. Guillaume Le Blond.[55]
- 1749. Art de la guerre par principes et par règles. Jacques F. Chastenet de Puysegur[56]
- 1756. Traité de la difference entre la guerre offensive et défensive.[57]
- 1757. Science de la marine: le service et l'art de la guerre sur mer. P. P. A. Bardet de Villeneuve.[58]
- 1772. Art militaire des chinois, ou recueil d'anciens traites sur la guerre, composés avant l'ere chrétienne, par différents généraux chinois. P. Amiot.[59]
- 1796. Grundsätze der Strategie, erläutert durch die Darstellung des Feldzuges von 1796 in Deutschland. Carlos Luis de Austria (duque de Teschen).[60]
- 1799. Geist des neuern Kriegssystems hergeleitet aus dem Grundsatze einer Basis der Operationen. Heinrich Dietrich von Buelow (Bülow).[61]

### 1800
- 1809. Nouveau dictionnaire historique des sièges et batailles mémorables et des combats maritimes les plus fameux.[62]
- 1812. Pyrotechnie militaire, ou traité complet des feux de guerre et des bouches à feu. Claude Fortuné RUGGIERI.[63]
- 1821. “Voyage du jeune Anacharsis en Grèce: vers le milieu du quatrième siècle avant l'ère vulgaire”. Jean Jacques Barthélemy.”.[64][65]

- 1823. Mémoires pour servir à l'histoire de France sous Napoléon.[66]
- 1828. The Naval Battles of Great Britain: From the Accession of the Illustrious House of Hanover to the Throne to the Battle of Navarin. Charles Ekins.[67]
- 1832. De la guerra. Carl von Clausewitz
- 1851. Dell'arte della guerra. Girolamo Ulloa Calà.[68]

- 1853. The principles of war. Auguste Frédéric Lendy.[69]
- 1855. Considerations on tactics and strategy. G. Twemlow.[70]
- 1858. Elementary history of the progress of the Art of War. James John Graham.[71]
- 1860. Elements of Military Art and Science. Henry Wager Halleck.[72]
- 1862. The Art of War. Antoine Henri baron de Jomini.[73]
  - En francés: Volum 1.[74]
  - En francés: Volum 2.[75]
- 1862. Elements of Military Art and Science. Henry Wager Halleck.[76]
- 1863. CAMPAIGNS OF 1862 AND 1863 ILLUSTRATING THE PRINCIPLES OF STRATEGY. EMIL SCHALK.[77]
- 1863. Elements of Military Art and History. George Washington Cullum.[78]
- 1870. Der Gebirgskrieg (La guerra a les muntanyes). Franz Kuhn von Kuhnenfeld.[79][80]
- 1871. Abrégé de l'art de la guerre. Louis-Nathaniel Rossel.[81]
- 1873. Difesa dell'Italia secondo i principii sviluppati dal generale Franz von Kuhn. Orazio Dogliotti.[82]
- 1876. Storia della marina Pontificia dal secolo ottavo al decimonono. Alberto Guglielmotti.[83]

### 1900
- 1916. Frederick W. Lanchester publicó las Lleis de Lanchester
- 1933. Die Truppenführung. Ludwig Beck.
- 1937. A history of the art of war in the sixteenth century. Charles Oman.[84]
- 1938. Achtung Panzer! Heinz Wilhelm Guderian.[85][86]
- 1975. United States Strategic Institute.[87]
- 1993. Theory and Nature of War: Readings.[88]
- 1995. Strategic Intelligence: Theory and Application.[89]

### 2000
- 2006. Irregular Enemies and the Essence of Strategy: Can the American Way of War Adapt? [90]
- 2009. Schools for Strategy: Teaching Strategy for 21st Century Conflict.[91]